# Highland Holiday
Highland Holiday es un lugar designado por el censo ubicado en el condado de Highland en el estado estadounidense de Ohio. En el Censo de 2010 tenía una población de 550 habitantes y una densidad poblacional de 193,58 personas por km².

## Geografía
Highland Holiday se encuentra ubicado en las coordenadas 39°11′42″N 83°28′27″O / 39.19500, -83.47417. Según la Oficina del Censo de los Estados Unidos, Highland Holiday tiene una superficie total de 2.84 km², de la cual 1.56 km² corresponden a tierra firme y (44.94%) 1.28 km² es agua.

## Demografía
Según el censo de 2010, había 550 personas residiendo en Highland Holiday. La densidad de población era de 193,58 hab./km². De los 550 habitantes, Highland Holiday estaba compuesto por el 98.18% blancos, el 0.36% eran afroamericanos, el 0.18% eran amerindios, el 0.73% eran asiáticos, el 0% eran isleños del Pacífico, el 0% eran de otras razas y el 0.55% pertenecían a dos o más razas. Del total de la población el 0% eran hispanos o latinos de cualquier raza.